# Rekoncyliacja
Rekoncyliacja (łac. reconciliatio – przywrócenie, od reconciliare – przywrócić, pozyskać na nowo).
- w religioznawstwie: obrzęd liturgiczny przywracający charakter sakralny zdewastowanym bądź sprofanowanym miejscom, takim jak kościoły, cmentarze i tym podobne;
- dawniej: pojednanie się ze skłóconą osobą lub instytucją, również w kontekście religijnym jako pojednanie się grzeszników z Kościołem katolickim po odbyciu właściwej pokuty.